# Hræsvelg
Dans la mythologie nordique, Hræsvelg est un géant qui a la forme d'un aigle. Installé tout en haut de l'arbre-monde Yggdrasil. Entre ses yeux se tient le faucon Veðrfölnir.
Son nom signifie « L'Avaleur de cadavres ». Les ailes de ce géant à forme d'aigle étaient tellement grandes qu'elles produisaient un vent glacial (Helgardh) qui soufflait alors sur le monde des morts.
Il peut être rapproché de l'oiseau Gagana du folklore russe, qui lui aussi veille sur un arbre monde.

## Dans les jeux vidéos
- Hræsvelg, est un sort d'invocation présent dans le jeu J-RPG (jeu de rôle japonais) Bravely Default édité par Square Enix. Son animation le fait se rapprocher d'un avion, alors qu'elle représente un gigantesque oiseau de fer ayant l'apparence de l'oiseau mythologique.

- Dans l'extension Heavensward du MMORPG Final Fantasy XIV, Hræsvelg est un dragon légendaire, frère et ennemi de Nidhogg, essayant de rester neutre face à la guerre entre les dragons et les humains.

- Dans God Of War, Hræsvelgr apparaît aussi au sein de Helheim. Il est représenté sous la forme d'un rapace décharné, enchainé à l'une des montagnes du monde des morts ; Ainsi, il fait plus office d'élément de décor que comme un point essentiel du gameplay ou de l'histoire.

- Dans la suite, God of War: Ragnarok, Hræsvelgr réapparaît et joue un rôle plus présent, étant présentée comme maîtresse de l'armée de Helheim avec qui Mimir doit marchander pour obtenir de l'aide face à Odin. Elle donne également tâche à Kratos de refermer des brèches dimensionnelles créées par le loup Garm.

- Dans Pokémon Y, le Pokémon légendaire Yveltal est frappant de similarité avec Hræsvelg [1]: tout comme lui, il figure un oiseau et symbolise la mort.

- Dans le jeu de rôle tactique Fire Emblem: Three Houses, l'une des trois maisons jouables, les Aigles de jais menés par Edelgard von Hresvelg, a pour emblème un aigle noir. Dans le jeu mobile dérivé de la série, Fire Emblem Heroes, le personnage Hræsvelgr apparaît sous les traits d'une jeune femme avec des ailes et des serres de rapace.

- Dans le jeu For Honor des studios Ubisoft, Hræsvelg est un motif présent sur une série d'armes pour le héros viking : Jarl (ou Warlord). A savoir : lame, pommeau et fusée de la poignée d'épée, et bouclier ; ce dernier montrant l'aigle Hræsvelg, ailes déployées.

- Dans Summoners War, Hræsvelg est un personnage, ayant l'aspect d'un barbare muni de deux haches.

## Dessin animé / Œuvre d'animation
- Dans le spinoff de Saint Seiya / Les chevaliers du Zodiaque : Soul Of Gold, prenant place à Asgard. Hræsvelg est le nom de la God robe (armure) associée au guerrier divin réputé immortel : Balder, détenteur de " l'épée de la victoire et de la ruine" : Tyrfing. Balder de Hræsvelg est, tant le gardien de la chambre d'Alfheimr, le "Hall de la lumière" au cœur du frêne sacré Yggdrasil, que l'un des sept protecteurs de l'antagoniste de ce chapitre de l'animé : Andréas / Loki.